# 程師傅
《程師傅》（芬蘭語：Mestari Cheng）是一部2019年芬蘭和中國合拍的劇情片，由米卡·考里斯迈基指導。

## 剧情
自从他的妻子去世后，职业厨师程师傅带着他的兒子來到芬蘭拉普蘭的偏遠村庄，来找他曾经在上海结识的一位芬兰朋友。到达后，村庄里没有人认识这个朋友。当地咖啡厅老板西尔卡为他提供住宿，作为回报程师傅在她厨房里帮忙，并为当地人做出美味的中式菜肴。渐渐地他的厨艺帮助了两种不同文化的交流，不久后程师傅成为了当地的名人。不幸的是他的旅游签证将要到期，该轮着由本地人来想个法子把他留下来。

## 外部連結
- 互联网电影数据库（IMDb）上《Mestari Cheng (2019)》的资料（英文）
- 电影预告片花 （页面存档备份，存于）
- 电影院有关该电影的简介 （页面存档备份，存于） （文）